# Етапл
Етапл (фр. Etaples) насеље је и општина у североисточној Француској у региону Север-Па д Кале, у департману Па де Кале која припада префектури Montreuil.
По подацима из 2011. године у општини је живело 11.113 становника, а густина насељености је износила 858,15 становника/km². Општина се простире на површини од 12,95 km². Налази се на средњој надморској висини од 10 метара (максималној 78 m, а минималној 2 m).

## Демографија
| 1936. | 1946. | 1962. | 1968. | 1975.  | 1982.  | 1990.  | 1999.  | 2011.  |
| ----- | ----- | ----- | ----- | ------ | ------ | ------ | ------ | ------ |
| 6.768 | 6.634 | 8.628 | 9.095 | 10.559 | 11.292 | 11.305 | 11.177 | 11.113 |

График промене броја становника у току последњих година